# Tylototriton vietnamensis
Tylototriton vietnamensis е вид земноводно от семейство Саламандрови (Salamandridae). Видът е почти застрашен от изчезване.

## Разпространение
Разпространен е във Виетнам.